# Американская девочка
«Американская девочка» (англ. American Girl) ― американская комедийная драма 2002 года режиссёра Джордана Брэди. Премьера состоялась 14 октября 2002 года на кинофестивале в Остине. Выпуск на DVD состоялся 11 января 2005 года.

## Сюжет
Рена ― склонная к самоубийству девочка-подросток, чей отец отбывает длительный тюремный срок. Мальчик, который ей нравится, использует её только для секса, а другие девочки-подростки безжалостно дразнят её. Она вместе с семьёй отправляется в тюрьму отца на ежегодный семейный пикник. Кажется, всё идёт просто отлично, но в конце концов он становится жестоким и злым. Брат Рены — Джей, тайный гей, отправляется на экскурсию по тюрьме с другим заключённым по имени Бадди. Сводная сестра Рены ― Барби тайком пробирается в трейлеры для супружеских свиданий и вступает в половую связь со своим отчимом (отцом Рены) без ведома семьи. После того, как Бадди и Джей стали свидетелями этого действия, другие заключённые наблюдают, как Бадди заставляет её визжать, как свинью, в обмен на то, что она не сообщит об этом своей матери. Джей и Бадди сближаются, и когда тур заканчивается, они целуются.
Рена говорит своему отцу, что беременна. Он плохо переносит эту новость. Когда мать Рены позже обнаруживает, что у её мужа роман, они вступают в драку. Когда охранники видят это, они нападают на него, и он отшатывается назад и падает на Рену. Она бросается в ванную, обнаруживая, что у неё пошла кровь, и она потеряла ребёнка. Она разбивает рамку для картины и использует осколки стекла, чтобы перерезать себе вены, но Джей спасает её как раз вовремя.
Мать Рены (Мэдж) и дети понимают, что отец ведёт себя жестоко. Рена понимает, что её тёплые воспоминания об отношениях с отцом были самообманом. Мэдж объявляет, что переезжает с семьёй во Флориду. Рена рассказывает своему парню о выкидыше. Он выражает безразличие и она сбрасывает его дорогую машину в бассейн. В конце видно, как семья уезжает из дома во Флориду, а теперь уже бывший парень Рены бегает по двору и кричит на неё.

## В ролях
- Джена Мэлоун ― Рена
- Эрик фон Деттен — Кентон
- Брэд Ренфро ― Джей
- Алисия Уитт ― Барби
- Мишель Форбс ― Мэдж
- Клифтон Коллинз-младший — Бадди

## Критика
Фильм получила смешанные и отрицательные отзывы критиков. Джефф Парамчук с сайта DVD Talk оценил его на 3 звезды из 5 и написал: «В этом фильме действительно нет ничего ужасного, но я вижу, что он не понравится многим, особенно учитывая его сюжет». Дэвид Нусэйр из Reel Film Reviews оценил его на 1,5 звезды из 4 и написал, что фильм больше похож на расширенный пилот ситкома, чем на что-либо ещё, и пришёл к выводу, что если ваше представление о хорошем времяпрепровождении не состоит в просмотре сериала «Полицейские», то маловероятно, что вы найдёте здесь много интересного.